# Larry Grantham
Pour les articles homonymes, voir Grantham (homonymie).
(en) Statistiques sur pro-football-reference
James Larry Grantham, né le 16 septembre 1938 à Crystal Springs et mort le 18 juin 2017 également à Crystal Springs, est un joueur américain de football américain.

## Biographie

### Enfance
Grantham étudie à la Crystal Springs High School où il évolue dans les équipes de football, comme tight end et defensive end, de basket-ball et de baseball,. 

### Carrière
Il entre à l'université du Mississippi en 1956 et joue pour l'équipe de football américain des Rebels de 1957 à 1959. Lors de sa dernière année, il fait partie des Rebels battant les Tigers de LSU au Sugar Bowl, le 1er janvier 1960, sur le score de 21-0. 
Larry Grantham est sélectionné au quinzième tour de la draft 1960 de la NFL par les Colts de Baltimore au 178e choix mais il préfère se diriger vers l'AFL et les Titans de New York qui deviendront les Jets. Après des débuts comme wide receiver, il est déplacé au poste de linebacker et intercepte cinq passes, recouvrant également trois fumbles pour son année de rookie. Grantham s'impose comme linebacker titulaire, décrochant cinq sélections au All-Star Game de l'AFL et le Super Bowl III. 
Grantham est l'un des vingt joueurs ayant fait toute sa carrière en AFL et est considéré comme l'un des meilleurs athlètes de la ligue. Libéré après la saison 1972, il apparaît en World Football League en 1974 avec les Blazers de Floride avant de prendre sa retraite. 